# Colombes
Colombes je severozahodno predmestje Pariza in občina v osrednjem francoskem departmaju Hauts-de-Seine regije Île-de-France. Leta 2011 je imelo naselje 85.102 prebivalca.

## Administracija
Colombes je sedež treh kantonov:
- Kanton Colombes-Jug (del občine Colombes: 32.212 prebivalcev),
- Kanton Colombes-Severovzhod (del občine Colombes: 25.753 prebivalcev),
- Kanton Colombes-Severozahod (del občine Colombes: 27.433 prebivalcev).

Kantoni so vključeni v okrožje Nanterre.

## Zgodovina
Ime Colombes izhaja iz latinske columna (stolpec), kar se razlaga z namigom ali na megalitsko strukturo iz časov druidov, ki se je nahajala v Colombesu vse do njenega uničenja med francosko revolucijo ali na stebre v atriju galo-rimske vile, ki je prav tako stala v Colombesu.
13. marca 1896 se je 17% ozemlja Colombesa izločilo in postalo občina Bois-Colombes. 2. maja 1910 se je iz Colombesa izločilo nadaljnjih 19% ozemlja in tvorilo občino La Garenne-Colombes.

## Šport
V naselju se nahaja stadion Yves-du-Manoir, zgrajen leta 1907, prizorišče poletnih olimpijskih iger 1924. Stadion je prav tako gostil finale svetovnega nogometnega prvenstva 1938.

## Pobratena mesta
- Frankenthal (Nemčija).